# ورم هیل
ورم هیل (به انگلیسی: Wormhill) یک روستا و محله مدنی در بریتانیا است که در High Peak واقع شده‌است. ورم هیل ۱٬۰۲۰ نفر جمعیت دارد.